# Sceau du Bas-Canada
Le sceau du Bas-Canada est le sceau de la province du Bas-Canada.

## Historique
Le sceau est réalisé par le graveur britannique Thomas Major. Il est complété le 30 avril 1793.
À la création de la Province du Canada en 1841, le sceau bas-canadien ne disparaît pas totalement car il est inclus, avec celui du Haut-Canada, dans un nouveau sceau de type composé.

## Description

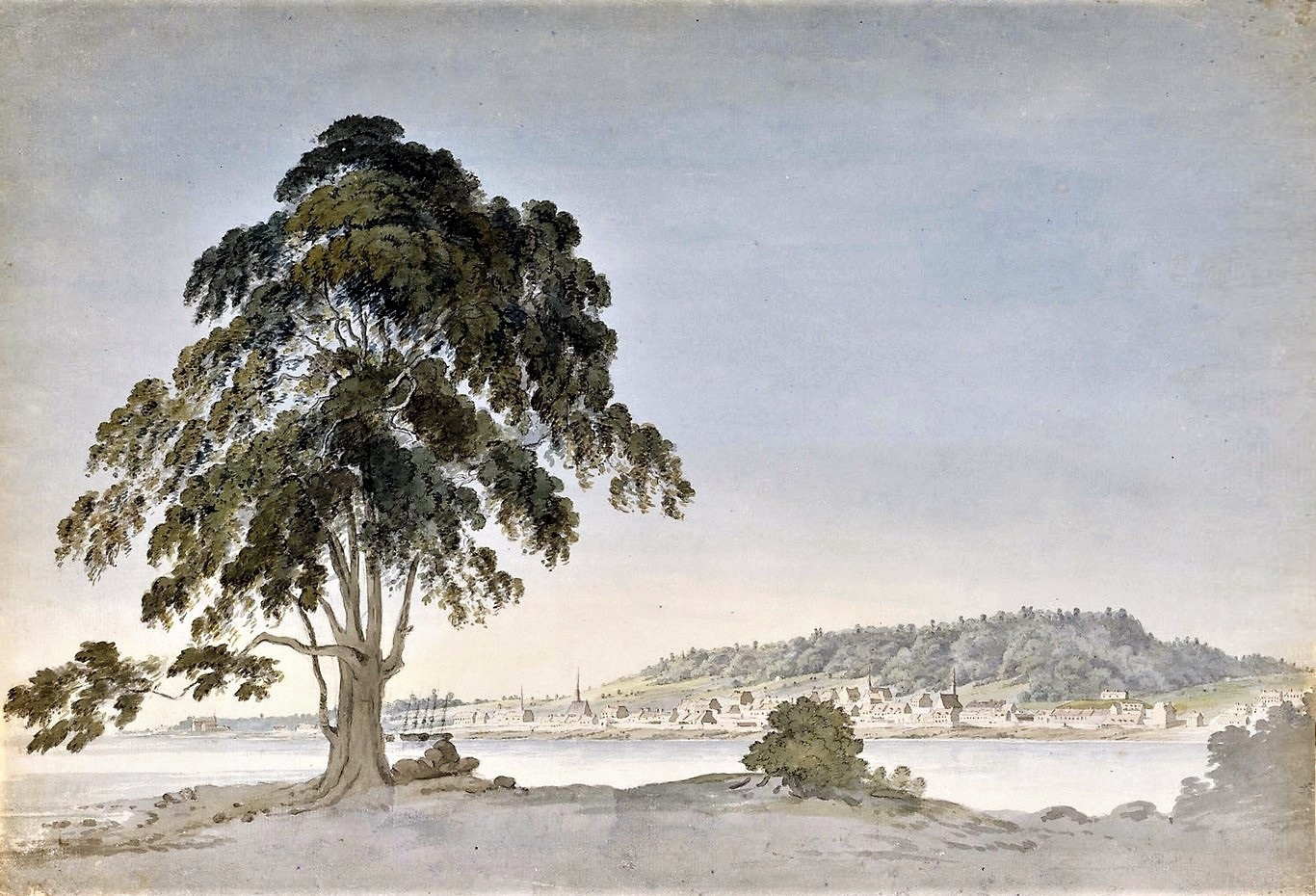
Montréal vu de l'île Sainte-Hélène, aquarelle sur papier vergé, entre 1785 et 1796. Le paysage est similaire à celui du sceau.

Le paysage illustre les rives du fleuve Saint-Laurent. Il pourrait s'agir plus précisément du vieux-port de Montréal, avec la chapelle Notre-Dame-de-Bon-Secours, le tout vu depuis l'île Sainte-Hélène. À l'avant-plan, on retrouve un arbre dont des branches viennent d'être coupées à la machette.
On retrouve deux textes sur le sceau. D'abord, sur son pourtour est inscrit la mention : Sigill. Prov. Nos. Can. Inf., abréviations en latin pour Sigillum Provinciae Nostrae Canadae Inferioris (en français : « Sceau de notre province du Bas Canada »). Ensuite, à l'intérieur en légende, il est inscrit toujours en latin : Ab ipso Ducit opes animumque ferro (en français : «  Il tire sa puissance et son courage du fer lui-même »). Il s'agit d'une citation tirée des Odes du poète Horace.